# NGC 6961
NGC 6961 é uma galáxia elíptica (E) localizada na direcção da constelação de Aquarius. Possui uma declinação de +00° 21' 50" e uma ascensão recta de 20 horas, 47 minutos e 10,4 segundos.
A galáxia NGC 6961 foi descoberta em 27 de Agosto de 1857 por William Parsons.